# 松谷孝征
松谷 孝征（まつたに たかゆき、1944年9月24日 - ）は、日本の漫画編集者、アニメーションプロデューサー、実業家。神奈川県横浜市出身。株式会社手塚プロダクション代表取締役社長。

## 経歴
1967年に中央大学法学部を卒業後、学生時代からの劇団を続けていたが頓挫し、一時期ホームレス状態になる。その後、新聞販売店や訪問販売会社など職を転々とし、先輩のつてで実業之日本社に入社して『漫画サンデー』編集部に配属され、谷岡ヤスジ、小島功、鈴木義司、手塚治虫らの担当編集者となる。
1973年4月、手塚プロダクションに入社し、手塚治虫のマネージャーを務める。1985年4月より同社代表取締役社長に就任。手塚治虫原作のアニメのプロデューサーを数多く手がける。
2003年5月、日本動画協会理事長に就任し、2009年5月より同協会名誉理事となる。2010年6月からは映像産業振興機構理事長も務める。2017年11月、藍綬褒章を受章。2018年3月、第12回声優アワード特別賞を受賞。

## 参加作品

### テレビアニメ
- フウムーン（1980年） - プロデューサー
- 鉄腕アトム（1980年-1981年） - プロダクションマネージャー
- 大自然の魔獣バギ（1984年） - プロデューサー
- 悪魔島のプリンス 三つ目がとおる（1985年） - 企画
- 銀河探査2100年 ボーダープラネット（1986年） - プロデューサー
- ジャングル大帝（1989年-1990年） - 企画
- 青いブリンク（1989年-1990年） - アニメーションプロデューサー
- 三つ目がとおる（1990年-1991年） - 企画
- 手塚治虫の旧約聖書物語（1997年） - 企画
- 白鯨伝説（1999年） - 企画（第19話 - 第26話）
- アストロボーイ・鉄腕アトム（2003年-2004年） - 製作
- ブラック・ジャック（2004年-2006年） - 製作統括
- ブラック・ジャック21（2006年） - 制作統括

### 劇場アニメ
- JUMPING（1984年） - プロデューサー
- 森の伝説（1988年） - プロデューサー
- 安達が原（1991年） - 企画
- ブラック・ジャック 劇場版（1996年） - 制作[5]
- ジャングル大帝（1997年） - 製作総指揮
- 白痴（1999年） - 製作・企画
- メトロポリス（2001年） - 製作
- ぼくの孫悟空（2003年） - 製作
- MW-ムウ-（2009年） - 製作
- 手塚治虫のブッダ -赤い砂漠よ!美しく-（2011年） - 製作

### OVA
- 緑の猫（1983年） - プロデューサー
- 雨ふり小僧（1983年） - プロデューサー
- るんは風の中（1985年） - プロデューサー
- ラブ・ポジション ハレー伝説（1985年） - プロデューサー
- 山太郎かえる（1986年） - プロデューサー
- ジャングル大帝（1991年） - エグゼクティブ・プロデューサー
- 悪右衛門（1993年） - 企画
- ブラック・ジャック（1993年 - 2011年） - 企画・製作